# Copenaghen Challenger 1989
Il Copenaghen Challenger 1989 è stato un torneo di tennis facente parte della categoria ATP Challenger Series nell'ambito dell'ATP Challenger Series 1989. Il torneo si è giocato a Copenaghen in Danimarca dal 20 al 26 novembre 1989 su campi in sintetico indoor.

## Vincitori

### Singolare
Milan Šrejber ha battuto in finale  Marc Rosset con il punteggio di 7–5, 7–6

### Doppio
Nicklas Kulti /  Magnus Larsson hanno battuto in finale  Alex Antonitsch /  Ronnie Båthman con il punteggio di 6–3, 6–2